# ۷۹ هرکول
۷۹ هرکول یا زانوزده ۷۹ (به انگلیسی: 79 Herculis) ستاره‌ای در صورت فلکی زانوزده و در کهکشان راه شیری است.